# 伊藤忠三
伊藤 忠三（いとう ちゅうぞう、1871年3月5日（明治4年1月15日） - 1937年（昭和12年）5月18日）は、日本の実業家。伊藤本店店主代理、伊藤忠商店社長、丸紅商店会長などを歴任した。

## 人物
滋賀県出身。山本富蔵の子として生まれる。1886年に伊藤本店に入店。伊藤忠兵衛の養子となり、1898年に一家を創立した。
1903年伊藤本店店主代理、近江銀行取締役。1906年松山紡績取締役。1908年伊藤忠兵衛本部主管（京店、染工場）。1909年共益社監査役。1914年伊藤忠業務執行社員。1918年伊藤忠商店社長、伊藤忠商事取締役。
1919年日本麻糸社長。1921年丸紅商店副社長、若林製糸場取締役。1924年帝国製麻監査役。1931年丸紅商店会長。1935年大町紡績取締役。1936年帝国製麻取締役、京都織物卸問屋同業組合長。

## 親族
伊藤忠創業者の伊藤忠兵衛は養父で、妻のこうは伊藤忠兵衛の次女。大建木材工業社長を務めた伊藤謙三は子で、三興線材工業社長を務めた伊藤茂八郎は婿養子。